# Lockheed AC-130
AC-130 – uzbrojona wersja samolotu Lockheed C-130 Hercules produkowana w kooperacji przez wytwórnie Lockheed i Boeing. Samoloty te posiadają uzbrojenie strzeleckie i artyleryjskie tylko na lewej burcie i są przystosowane do atakowania tylko celów naziemnych podczas przelotu lub lotu po okręgu.
Głównym zadaniem należących do USAF samolotów AC-130H Spectre i AC-130U Spooky jest bliskie wsparcie piechoty, atakowanie celów naziemnych oraz obrona własnych obiektów. Misje bliskiego wsparcia polegają na ułatwieniu działań piechoty, także na terenach zurbanizowanych oraz osłonie powietrznej konwojów. Obrona obiektów polega na patrolowaniu przestrzeni powietrznej wokół ważnych obiektów, głównie baz lotniczych i ochronie przed siłami naziemnymi nieprzyjaciela.

## Historia
Samoloty AC-130 zostały wprowadzone do działań bojowych podczas wojny w Wietnamie zastępując starsze Douglas AC-47 Spooky i Fairchild AC-119. Zgodnie z legendą idea maszyn z uzbrojeniem burtowym wywodzi się od starych samolotów pocztowych, które w celu dokładnego zrzucenia paczek latały po okręgu nad miejscem zrzutu dokonywanego z drzwi bocznych. Z drugiej strony główną zaletą samolotów z uzbrojeniem burtowym w porównaniu do maszyn strzelających tylko do przodu jest to, że atakować strzelając tylko do przodu można tylko przez krótką chwilę podczas lotu nurkowego, natomiast atak uzbrojeniem burtowym podczas lotu po okręgu wokół celu lub ostrzeliwanego obszaru może trwać do czasu wyczerpania zapasu amunicji. Atak na cele ruchome takie jak ciężarówki również jest łatwiejszy, gdyż nie potrzeba wykonywać kilku podejść do celu po nieudanej salwie, ale na bieżąco korygować ustawienie broni.
Pierwszy uzbrojony samolot C-130A został dostarczony do bazy wojsk amerykańskich w Nha Trang w Wietnamie 20 września 1967 roku i już 27 września wykonał swoje pierwsze zadanie bojowe, a wkrótce nieoficjalnie nazwano go Super Spooky, a później Vulcan Express. Pierwsza misja zniszczenia nieprzyjacielskich ciężarówek miała miejsce 9 listopada 1967 roku. W 1968 maszyna ta trafiła do bazy Tân Sơn Nhứt niedaleko Sajgonu wchodząc w skład 16 Eskadry Operacji Specjalnych jako AC-130A. Obecnie maszyna ta nosząca nazwę własną Azrael znajduje się w Muzeum Sił Powietrznych w bazie Wright-Patterson koło Dayton w stanie Ohio.
AC-130A nie był jedynym samolotem z uzbrojeniem burtowym. W tym czasie użytkowano również samoloty AC-47 Spooky, AC-119G Shadow i AC-119K Stinger, na których zastosowano ten sposób uzbrojenia. Ze względu na zbyt małą liczbę samolotów C-130 Hercules, które można by było przeznaczyć do przebudowy na uzbrojoną wersję, próbowano przystosować do tej roli także mniejszą i znacznie ówcześnie powszechniejszą maszynę Fairchild C-123 Provider. Pierwszy AC-123K Blind Bat wszedł do służby w grudniu 1969, ale w przeciwieństwie do innych maszyn tego rodzaju nie posiadał uzbrojenia strzeleckiego, lecz specjalny wyrzutnik bomb kasetowych. Ze względu na małą efektywność tego rozwiązania w grudniu 1970 wprowadzono do produkcji oparty na C-130 seryjny samolot AC-130A Pave Pronto na pokładzie którego zainstalowano 40 mm działko L60 firmy Bofors. Wkrótce, 25 października 1971 do służby trafiła nowa wersja samolotu oznaczona jako AC-130E Pave Spectre, uzbrojona w ten sam sposób jak poprzednik, ale posiadała bogatsze wyposażenie elektroniczne, w którego skład po raz pierwszy weszły kamery telewizyjne. 17 lutego 1972 po raz pierwszy zainstalowano na pokładzie jednej z maszyn haubicę M102 kalibru 105 mm. Po zakończeniu wojny w Wietnamie po raz kolejny zmodernizowano samolot, tym razem do wersji AC-130H, który miał na uzbrojeniu wypróbowaną w poprzednim modelu haubicę 105 mm.

## Użycie bojowe samolotów AC-130

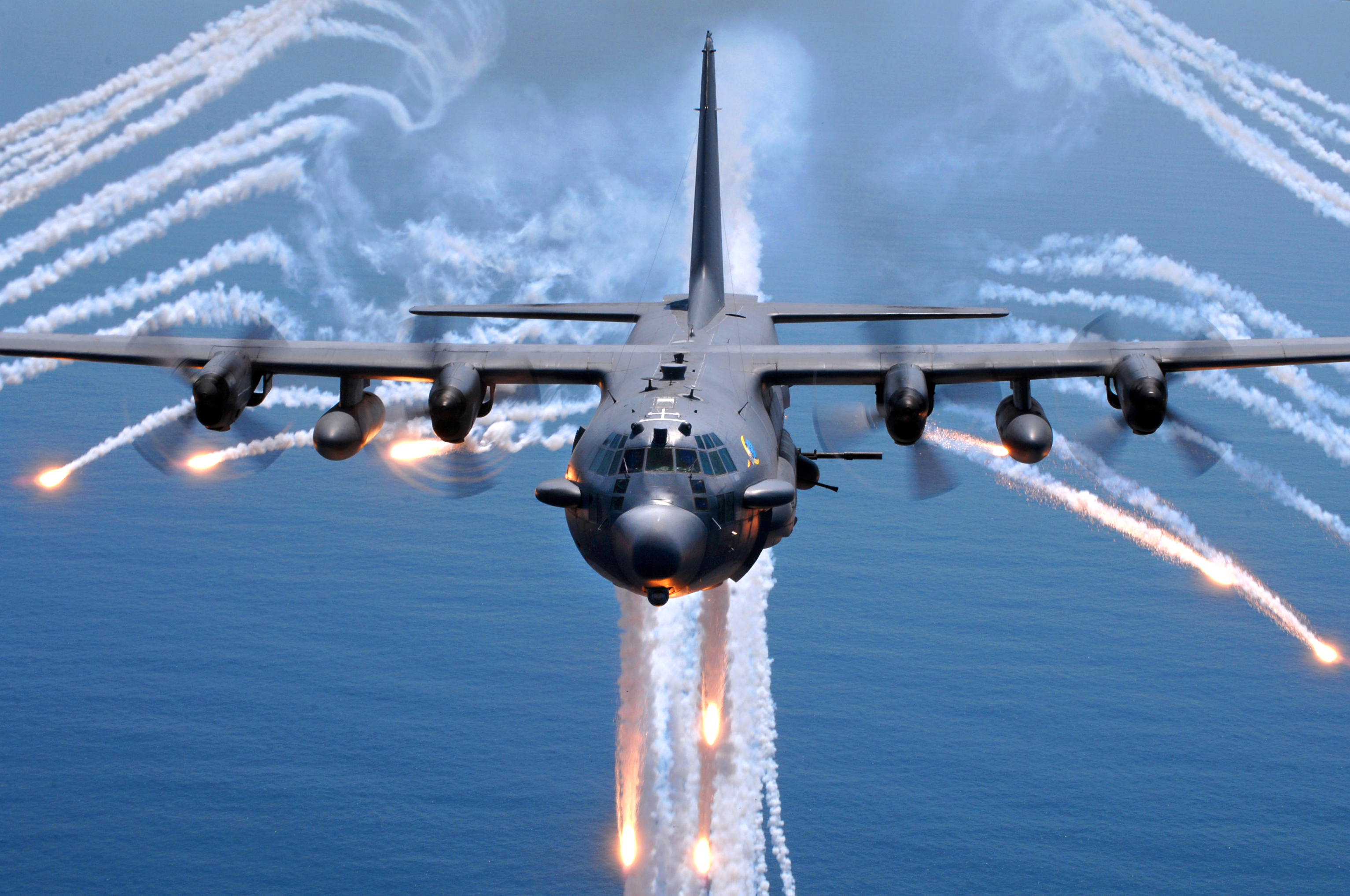
AC-130H Spectre wyrzucający race

Podczas wojny wietnamskiej samoloty AC-130 zniszczyły ponad 10 tysięcy ciężarówek wroga na szlaku Ho Chi Minha i odegrały kluczową rolę w wielu misjach bliskiego wsparcia wykonując 1327 lotów przy stratach własnych 5 maszyn i 52 członków załóg. Podczas interwencji wojsk amerykańskich po wojskowym zamachu stanu w Grenadzie w 1983 roku samoloty Spectre niszczyły systemy  obrony powietrznej i siły lądowe nieprzyjaciela umożliwiając lądowanie wojsk amerykańskich w porcie lotniczym Point Salines.
Podczas operacji w Panamie w 1989 Spectre’y zniszczyły siedzibę dowództwa obrony Panamy i wiele obiektów militarnych.
Samoloty AC-130H Spectre odegrały znaczącą rolę także w późniejszych konfliktach zbrojnych, w które zaangażowane były amerykańskie siły zbrojne, między innymi w wojnie w Zatoce Perskiej w 1991 roku, jako ochrona wojsk ONZ w Somalii w 1992 oraz podczas operacji NATO w Bośni i Hercegowinie atakując cele w rejonie Sarajewa. W 1997 roku maszyny te stanowiły ochronę dla amerykańskich i sprzymierzonych wojsk lądowych ewakuujących amerykańskich cywili z Albanii. Także w 1998 stanowiły osłonę powietrzną inspekcji irackich fabryk zbrojeniowych prowadzonych przez ONZ i w czasie działań w inwazji na Irak, a także wcześniej podczas inwazji na Afganistan.

## Wyposażenie i uzbrojenie AC-130
Na pokładzie samolotów AC-130 znajduje się ciężkie uzbrojenie strzeleckie i artyleryjskie zintegrowane z nowoczesnymi sensorami, systemami nawigacyjnymi i kierowania ogniem, umożliwiające skuteczne rażenie celów w całkowitej ciemności i w trudnych warunkach atmosferycznych. Wyposażenie elektroniczne stanowi radar oraz kamery telewizyjne pracujące także w podczerwieni umożliwiające identyfikację celów i odróżnienie ich od własnych jednostek. Unowocześniona wersja AC-130U Spooky wyposażona jest także w nowoczesny radar z syntetyczną aperturą AN/ALQ-180 umożliwiający wykrywanie i identyfikację celów z dużych odległości. Systemy nawigacyjne samolotu składają się z systemów bezwładnościowych INS i satelitarnych GPS. Wykorzystanie zdobyczy techniki opracowanych w latach 90. pozwala na jednoczesne atakowanie dwóch celów, a udźwig amunicji wersji AC-130U jest dwa razy większy niż AC-130H.
Interesującym czujnikiem zastosowanym na pokładzie AC-130 jest użyty po raz pierwszy podczas wojny wietnamskiej detektor anomalii magnetycznych MAD (Magnetic Anomaly Detector), który zazwyczaj służy do wykrywania zakłóceń pola magnetycznego Ziemi generowanych przez pozostające w zanurzeniu okręty podwodne, ale w tym wypadku wykorzystano go do wykrywania zakłóceń generowanych przez nieekranowane cewki zapłonowe pojazdów ukrytych pod gęstymi liśćmi dżungli.

### Uzbrojenie

#### AC-130A prototyp
- 4 × karabin maszynowy GAU-2/A kalibru 7,62 mm
- 4 × działko M61 Vulcan kalibru 20 mm

#### AC-130A Pave Pronto i AC-130E Pave Spectre
- 4 × karabin maszynowy GAU-2/A kalibru 7,62 mm
- 2 × działko M61 Vulcan kalibru 20 mm
- 2 × armata Bofors L60 kalibru 40 mm

#### AC-130H Spectre

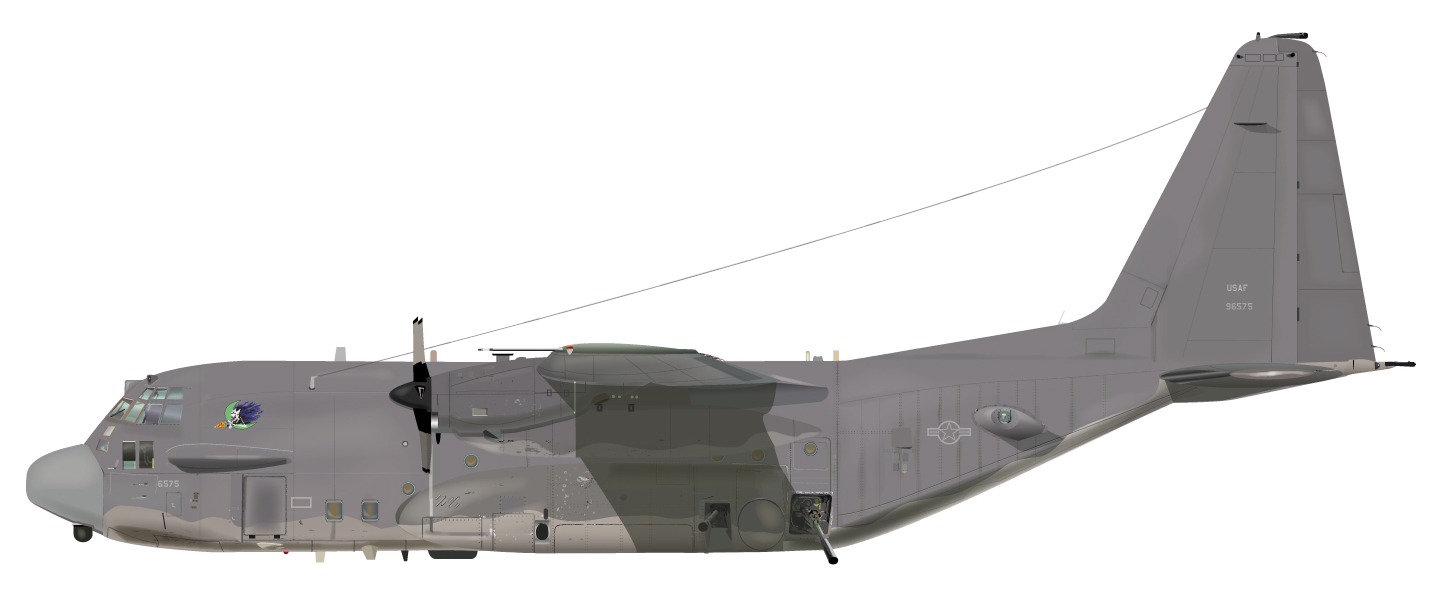
AC-130H w barwach 16 Eskadry Operacji Specjalnych (16th Special Operation Squadron)

- 2 × działko M61 Vulcan kalibru 20 mm z zapasem 3000 sztuk amunicji
- 1 × armata Bofors L60 kalibru 40 mm z zapasem 256 sztuk amunicji
- 1 × haubica M102 kalibru 105 mm z zapasem 100 sztuk amunicji

#### AC-130U Spooky
- 1 × działko GAU-12 kalibru 25 mm

- 1 × armata Bofors L60 kalibru 40 mm
- 1 × haubica M102 kalibru 105 mm

## Modernizacje
Obecnie na uzbrojeniu USAF pozostaje 8 maszyn AC-130H Spectre i 13 AC-130U Spooky, które postanowiono zmodernizować poprzez wymianę działek i armat na dwa działka Mk.44 Bushmaster II kalibru 30 mm. Planuje się również zastąpienie haubicy ładowanym odtylcowo moździerzem kalibru 120 mm oraz wyposażenie maszyn w kierowane pociski rakietowe AGM-114 Hellfire, niekierowane Hydra 70 i nowe bomby szybujące Viper Strike.
31 stycznia 2014 w bazie lotniczej Eglin dokonano oblotu kolejnej wersji samolotu, oznaczonej jako AC-130J Ghostrider. Jest to nowa maszyna będąca hybrydą wykorzystywanego podczas operacji specjalnych Herculesa MC-130J Commando II i szturmowego AC-130H Spectre. Modyfikacja polega na dodaniu pakietu uzbrojenia w którego skład wchodzą: radar SAR, pracujące w podczerwieni czujniki optoelektroniczne, 30 mm działo, oraz możliwość przenoszenia lekkich pocisków rakietowych AGM-176A Griffin, oraz małych precyzyjnych bomb GBU-39 SDB. Planowana modernizacja ma objąć docelowo 32 maszyny MC-130J.